# سه حلقه
سه حلقه در داستان‌های تالکین عبارتند از حلقه‌هایی جادویی که توسط الف‌های هولین ساخته شد. پس از حلقه یگانه، این سه، قویترین در میان حلقه‌های قدرت بودند. این حلقه‌ها را کلبریمبور پس از سائورون ساخت.

## ناریا
نخستین حلقه، ناریا (Narya) بود که یک نگین قرمز رنگ داشت، احتمالاً یاقوت سرخ؛ این نام از واژهٔ کوئنیای نار (nár) به معنی آتش گرفته شده است. همچنین به آن ناریای بزرگ، حلقهٔ آتش و حلقهٔ سرخ نیز می‌گفتند. ناریا به دارنده اش کمک می‌کند تا در برابر استبداد، سلطه و ناامیدی ایستادگی کند و دارندهٔ آن بتواند در اطرافیانش امید و خستگی ناپذیری ایجاد کند.
برپایهٔ افسانه‌های ناتمام در آغاز جنگ میان الف‌ها و سائورون، کلبریمبور، حلقه‌های ناریا و ویلیا را به گیل-گالاد، شاه بزرگ نولدور بخشید. گیل-گالاد نیز ناریا را به کیردان امانت داد. اما در داستان ارباب حلقه‌ها گیل-گالاد تنها ویلیا را دریافت می‌کند و کیردان ناریا را می‌گیرد و ننیا به گالادریل داده می‌شود.
در دورهٔ سوم، کیردان به باطن پاک گندالف به عنوان یک مایا از والینور پی می‌برد از این رو حلقه را به گندالف می‌دهد تا در شرایط دشوار از آن بهره ببرد.

## ننیا
حلقهٔ دوم ننیا (Nenya) از میتریل ساخته شده بود و یک نگین سفید داشت که احتمالاً الماس بود. ننیا از عبارت کوئنیای نِن (nén) به معنی آب گرفته شده است. به ننیا، حلقهٔ آب، حلقهٔ ایستادگی و حلقهٔ سفید نیز می‌گویند.
گالادریل از لوتلورین دارندهٔ ننیا بود. این حلقه پرتویی داشت که با نور ستارگان همخوانی داشت، فرودو به دلیل داشتن حلقهٔ یگانه می‌توانست ننیا را ببیند اما افراد دیگر تنها ستاره‌ای بر روی انگشت فرد می‌بینند.
دارندهٔ ننیا در برابر دشمن حفظ می‌شود اگر آسیبی به او رسد درمان می‌شود و احتمالاً از دید دشمن پنهان می‌ماند. هر چند قدرت حلقه در برابر نیروی نظامی که به سرزمین یورش می‌برد نمی‌تواند ایستادگی کند.

## ویلیا
ویلیا ( Vilya) حلقهٔ سوم است که از طلا ساخته شده و یک سنگ آبی، احتمالاً یاقوت کبود به عنوان نگین دارد. در زبان کوئنیا، ویلیا به معنی هوا است. به این حلقه، حلقهٔ هوا،  حلقهٔ آبی و حلقهٔ آسمان نیز می‌گویند. قدرت ویلیا در کتاب توضیح داده نشده اما احتمالاً قدرت درمان و نگهداری در برابر دشمن را دارد. بر اساس کتاب ارباب حلقه‌ها: بازگشت پادشاه (رمان)، ویلیا قوی‌ترین سه حلقه است.